# Herm Witasek
Herman J. Witasek, detto Herm (Lankin, 16 ottobre 1913 – Oshkosh, 25 luglio 1963), è stato un cestista statunitense, professionista nella NBL.

## Carriera
Giocò per cinque stagioni nella NBL, disputando complessivamente 114 partite con 5,1 punti di media.

## Palmarès
- Campione NBL (1941)